# Boomerang (Pooh)
Boomerang è l'undicesimo album in studio del gruppo musicale italiano Pooh, con data matrice del 24 aprile 1978 presso la CGD. Pubblicato in settembre

## Il disco
Anticipato dall'uscita del singolo Cercami/Giorno per giorno, è un album più ritmato che nel passato e denota una ricerca accurata negli arrangiamenti, resi più frizzanti dall'uso solistico della chitarra di Dodi Battaglia e dai suoni del sintetizzatore Polymoog di Roby Facchinetti.
Episodi significativi dell'album sono l'ironica ed autobiografica Pronto, buongiorno è la sveglia; Classe '58 che parla delle esperienze di solitudine dei giovani militari di leva; Ci penserò domani, musicata da Dodi Battaglia e cantata da Roby Facchinetti, il ritratto di una donna che torna dal suo ex per raccontargli di un amore finito e che poi, dopo avergli ricordato che con lui era stata bene, se ne torna in giro per il mondo. Red usa per la prima volta il basso fretless. In La città degli altri si tratta il fenomeno del pendolarismo, mentre La leggenda di Mautoa, con le parole di Stefano D'Orazio, racconta una storia di sapore mitico-leggendario: Mautoa è un aborigeno d'Australia la cui salvezza è legata al boomerang, l'arma portatrice di speranza che ritorna dal cacciatore quando egli non raccoglie il frutto dei suoi sforzi (discorso riportato all'interno della copertina apribile dell'LP). In Quaderno di Donna Valerio Negrini riprende le atmosfere delle manifestazioni del movimento femminista degli anni '70. Uno dei brani più ricchi di pathos rimane comunque Il ragazzo del cielo, con le sue atmosfere rarefatte nella prima parte, cantata da Red Canzian. Si tratta di un pezzo che ricorda l'epica trasvolata oceanica di Charles Lindbergh dall'America alla Francia; il pezzo narra la nota vicenda nella forma fiabesca di un dialogo tra la luna e il pilota.
Dopo il singolo Cercami, Boomerang è il primo album a presentare in copertina il nuovo logo "Pooh" che, a parte poche eccezioni, rimarrà lo stesso per tutta la successiva carriera dei Pooh; è stato disegnato da Paolo Steffan (grafico ed ex bassista dei Capsicum Red, gruppo del quale aveva fatto parte anche Red Canzian). Viene esclusa dal disco la facciata B del 45 giri, Giorno per giorno che inizialmente doveva essere il brano guida dell'album, ma che poi fu sostituita proprio dalla più orecchiabile Cercami.

## Tracce
1. La città degli altri (Facchinetti-Negrini) - 4'12" Voci principali: Roby e Dodi
2. Ci penserò domani (Battaglia-Negrini) - 4'23" Voce principale: Roby
3. Pronto, buongiorno è la sveglia (Facchinetti-D'Orazio) - 4'52" Voce principale: Dodi e Roby
4. Cercami (Facchinetti-Negrini) - 4'02" Voce principale: Roby e Dodi
5. La leggenda di Mautoa (Facchinetti-D'Orazio) - 4'18" Voce principale: Roby
6. Air India (Facchinetti-Battaglia-Negrini) - 3'56" Voce principale: Dodi
7. Quaderno di donna (Facchinetti-Negrini) - 3'57" Voce principale: Roby
8. Incredibilmente giù (Facchinetti-Negrini) - 4'41" Voce principale: Dodi
9. Classe '58 (Facchinetti-Negrini) - 4'31" Voce principale: Dodi
10. Il ragazzo del cielo (Lindbergh) (Facchinetti-Canzian-Negrini) - 6'12" Voce principale: Red, Roby

## Formazione
- Roby Facchinetti - voce, pianoforte, pianoforte elettrico, mellotron, ARP 2600,minimoog, polymoog, Yamaha CS-80
- Dodi Battaglia - voce, chitarra elettrica ed acustica, chitarra 12 corde, lap steel guitar
- Stefano D'Orazio - voce, batteria, percussioni, timpani sinfonici, vibrafono, flauto traverso
- Red Canzian - voce, basso, basso fretless, flauto dolce

## Singolo
- Cercami/Giorno per giorno lato B non incluso